# Al-Arima
Al-Arima (arab. العريمة) – miejscowość w Syrii, w muhafazie Aleppo. W 2004 roku liczyła 2838 mieszkańców.
Miejscowość jest siedzibą poddystryktu Al-Arima.